# Caïnisme (biologie)
Pour les articles homonymes, voir Caïnisme.

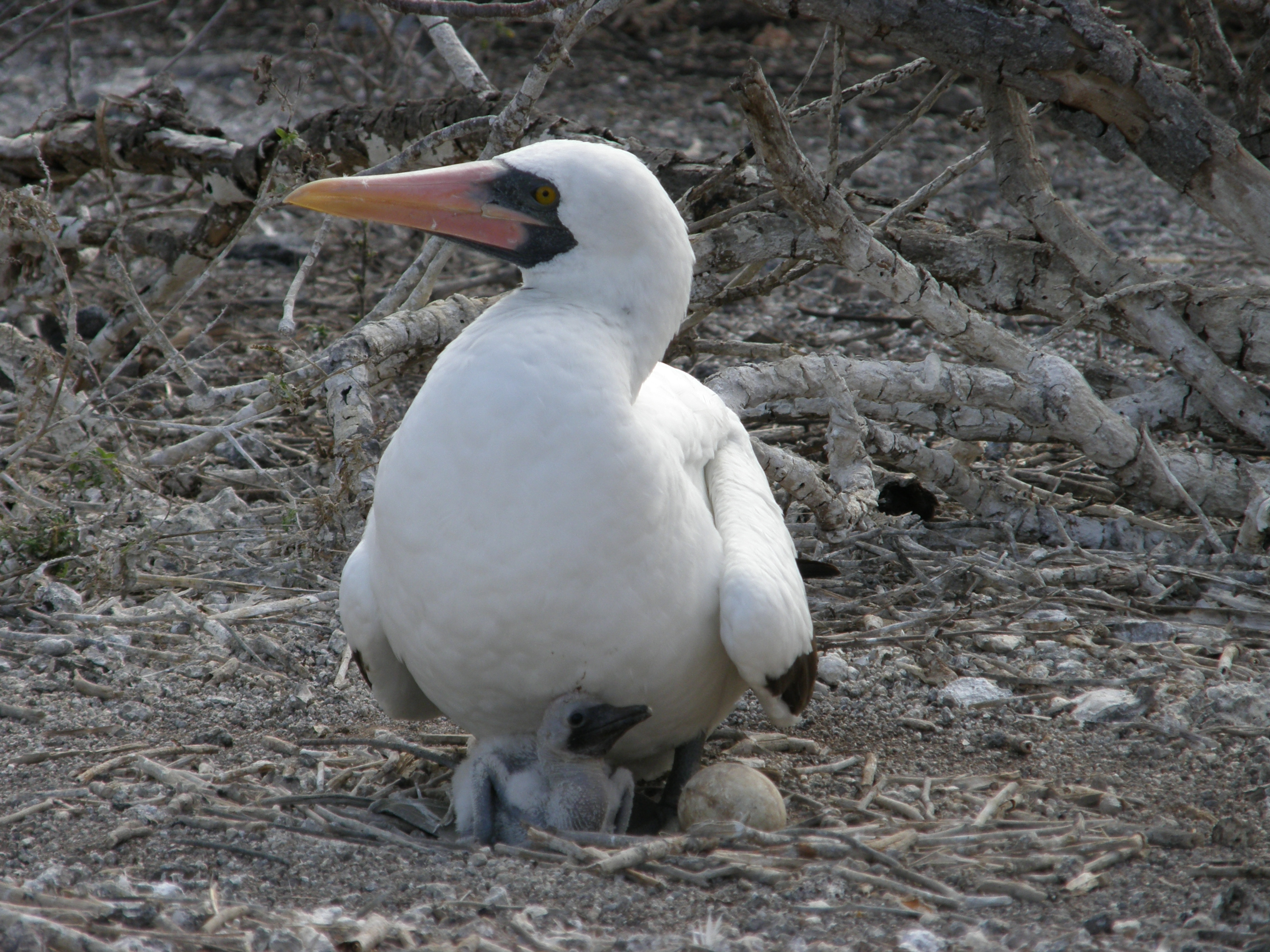
Fou de Grant avec un poussin et un œuf. Le plus âgé de la couvée, donc le plus fort, repousse en périphérie de l'aire de nourrissage les autres qui finissent par mourir en période de disette.

En biologie des populations, le terme caïnisme (néologisme issu du nom biblique de Caïn, fils d'Adam et Ève, premier fratricide) qualifie le comportement agressif des nouveau-nés d'une portée les uns envers les autres. Ce comportement conduit à la mort du plus faible d'une fratrie. Cette pratique est courante chez de nombreuses espèces de rapaces diurnes. Ce phénomène peut aussi être observé dans d'autres ordres que les oiseaux, par exemple chez la hyène tachetée (Crocuta crocuta) ou encore de nombreux térébrants (notamment la famille des Chalcidoidea).
Cette stratégie évolutive est constatée, de manière plus ou moins systématique, chez énormément de rapaces (sauf les strigiformes) ainsi que chez d'autres oiseaux comme la grande aigrette (Ardea alba) ou certains fous (famille des Sulidae). La rareté de nourriture peut causer le déclenchement de ce comportement ou l'accroître. Par exemple, le petit gypaète barbu (Gypaetus barbatus) peut dévorer son cadet dès sa naissance si la nourriture (apportée au nid par les parents) lui parvient en trop faible quantité. De même, le manque de nourriture dans la couvée de fous à pieds bleus (Sula nebouxii) entraîne un caïnisme qui n'est pas constaté en périodes d'abondance. 
Suivant l'espèce, le dimorphisme sexuel peut jouer un rôle très important dans le résultat de cette lutte. Ainsi chez l'aigle royal (Aquila chrysaetos), où la femelle est plus grande que le mâle, le dimorphisme sexuel peut contrecarrer l'effet sur la croissance de l'écart temporel d'éclosion. La suprématie au sein du nid peut alors ne pas revenir à l'aîné si c'est un mâle ayant une sœur cadette.
Chez l'aigle de Verreaux (Aquila verreauxii) ce comportement est systématique. La femelle pond deux œufs qui éclosent après environ 45 jours d'incubation. Les éclosions des deux œufs sont intercalées de deux jours environ. Quand le second oisillon naît, il est systématiquement tué par son aîné, sauf si ce dernier est mal formé ou anormalement faible. Dans ce cas, c'est lui qui sera tué par son cadet. Cette stratégie est coûteuse en énergie pour la mère, mais elle permet de maximiser les chances d'avoir une descendance viable et de qualité, les parents ne pouvant de toute façon pourvoir au besoin que d'un seul oisillon à l'année.
Dans les colonies de mouettes tridactyles, les cas d'adoption de poussins ne sont pas rares : malgré les risques de tomber à l'eau et de se noyer, ils se déplacent dans d'autres nids lorsque la nourriture vient à manquer, par faim ou risque de caïnisme.

## Cannibalisme fratricide
Le caïnisme peut se traduire par du cannibalisme fratricide : des individus issus de mêmes parents se dévorent. Cela concerne par exemple le cannibalisme mutuel chez les jeunes d'insectes ou d'escargots herbivores qui n'ont pas encore de microbiote intestinal capable de digérer les végétaux.